# San Giovanni Teatino
San Giovanni Teatino är en ort och kommun i provinsen Chieti i regionen Abruzzo i Italien. Kommunen hade 14 412 invånare (2018).